# Pipe Mania
Pipe Mania é um jogo de puzzle desenvolvido em 1989 pela The Assembly Line para o Amiga. Ele foi portado para várias outras plataformas pela Lucasfilm Games, que lhe deu o nome de Pipe Dream e atuou como distribuidores gerais para os EUA. Neste jogo, o jogador deve se conectar aleatoriamente pedaços de tubulação em uma grade para um determinado comprimento dentro de um tempo limitado.
A versão para Windows do jogo foi incluída no pacote de entretenimento do MS Windows. Em 1990, foi lançado como um jogo de arcade pelo fabricante japonês Video System Co. Ltd., embora com uma jogabilidade ligeiramente alterada, dando ao jogador a tarefa de conectar uma fonte e drenar com as peças de tubulação aleatórias.
Muito depois de seu lançamento inicial, o conceito Pipe Mania ressurgiu como um minijogo que representa um sistema de pirataria ou segurança, contornando videogames maiores.

## Jogabilidade
Usando uma variedade de pedaços de cano apresentados aleatoriamente em uma fila, o jogador deve construir um caminho a partir da peça inicial para o lodo de esgoto, ou "flooz" (os arquivos de ajuda da versão do Windows de 1991 se referem a "goo"), que começa fluindo após um intervalo de tempo desde o início da rodada. Peças não podem ser giradas; eles devem ser colocados como apresentados na fila. O jogador pode substituir uma peça previamente colocada clicando nela, contanto que o flooz ainda não a tenha alcançado; no entanto, isso causa um curto período de tempo antes que a próxima peça possa ser colocada. O flooz é obrigado a passar por um determinado número de peças de tubo para que o jogador continue na próxima rodada. Algumas rodadas também incluem uma peça final, que deve ser o fim da tubulação que o jogador construiu, além de cumprir o requisito mínimo de comprimento de cano.
A conclusão da tubulação de esgoto no tempo alocado permite que o jogador avance para o próximo nível, o que significa um intervalo mais curto desde o início da rodada até a fluidez começar a fluir, bem como a fluozida de fluxo mais rápido. Em níveis mais altos, algumas peças especiais de tubulação aparecem no jogo, como reservatórios, seções unidirecionais e seções bônus. Obstáculos e seções envolventes também aparecem no tabuleiro de jogo em níveis mais altos.
Se um jogador conseguir terminar o nível usando cinco peças de seção transversal e preenchê-las nos dois sentidos, serão concedidos 5.000 pontos de bônus. Rodadas de bônus apresentam o jogador com uma grade cheia de pedaços de tubo e um espaço aberto; O objetivo é deslizar as peças e fazer o caminho mais longo possível para o flooz.

## Legado
Muitos clones de Pipe Mania foram produzidos, sob títulos como Wallpipe, Oilcap, Oilcap Pro, MacPipes, Pipe Master, Pipeworks, DragonSnot, PipeNightDreams e Fun2Link. Muitos celulares Nokia vêm com uma versão gratuita do jogo chamado Canal Control.
Uma versão com gráficos 3D foi lançada para o PlayStation em 2000, intitulada Pipe Dreams 3D nos EUA e Pipe Mania 3D no Reino Unido.
Em setembro de 2008, a Empire Interactive lançou um remake de Pipe Mania para Windows, PlayStation 2, Nintendo DS e PlayStation Portable.